# Francolinus
Francolinus är ett släkte med fåglar i familjen fasanfåglar inom ordningen hönsfåglar. Släktet omfattar numera tre arter som alla förekommer i södra Asien:
- Pärlfrankolin (Francolinus pintadeanus)
- Svart frankolin (Francolinus francolinus)
- Droppfrankolin (Francolinus pictus)

Tidigare inkluderades alla frankoliner i Francolinus, men ett flertal DNA-studier visar att de inte är varandras närmaste släktingar och delas därför nu upp i sex släkten: Francolinus i begränsad mening, Peliperdix, Scleroptila, Campocolinus, Ortygornis och Pternistis. Arterna i de fyra första släktena står förhållandevis nära varandra och hör till en grupp fåglar där även djungelhöns (Gallus) och bambuhöns (Bambusicola) ingår. De i Pternistis å andra sidan är mer släkt med vaktlar (Coturnix), snöhöns (Tetraogallus) och hönsfåglarna i Alectoris.